# بلا ایساهاکیان
بلا "ایزابلاً ایساهاکیان (ارمنی: Բելլա "Իզաբելլա" Իսահակյան؛ انگلیسی: Bella Isahakyan؛ ۱۰ فوریهٔ ۱۹۱۸ – ۳ ژوئیهٔ ۱۹۹۶) یک بازیگر فیلم ماجراجویی و درام اهل ارمنستان بود. وی بین سال‌های ۱۹۳۸ تا ۱۹۵۷ میلادی فعالیت می‌کرد.

## زندگی
وی در ۱۰ فوریهٔ ۱۹۱۸ در ایروان به دنیا آمد . وی عروس آوتیک ایساهاکیان بود. وی در فرهنگستان دولتی تئاتر سوندوکیان فعالیت می‌کرد.  وی در ۳ ژوئیهٔ ۱۹۹۶ در سن ۷۸ سالگی در ایروان درگذشت.

## گزیدهٔ فیلم‌شناسی
از فیلم‌ها یا برنامه‌های تلویزیونی که وی در آن نقش داشته است می‌توان به زانگه‌زور (۱۹۳۸)، آناهیت (۱۹۴۷) اشاره کرد.